# Opper-Lausitzs voetbalkampioenschap 1926/27 (Midden-Duitsland)
In 1926/27 werd het tiende Opper-Lausitzs voetbalkampioenschap gespeeld, dat georganiseerd werd door de Midden-Duitse voetbalbond. Zittauer BC werd kampioen en plaatste zich voor de Midden-Duitse eindronde. De club verloor meteen van Riesaer SV 03.

## Gauliga
| Plaats | Club                          | Wed. | W | G | V | Saldo | Ptn.  |
| ------ | ----------------------------- | ---- | - | - | - | ----- | ----- |
| 1.     | Zittauer BC                   | 14   | 9 | 2 | 3 | 62:36 | 20:8  |
| 2.     | BC Sportlust Zittau           | 14   | 6 | 5 | 3 | 48:27 | 17:11 |
| 3.     | SC 1911 Großröhrsdorf         | 14   | 6 | 4 | 4 | 40:27 | 16:12 |
| 4.     | VfB Kamenz                    | 14   | 6 | 3 | 5 | 29:34 | 15:13 |
| 5.     | Bischofswerdaer SV 08         | 14   | 5 | 2 | 7 | 37:55 | 12:16 |
| 6.     | SV 1904 Budissa Bautzen       | 14   | 3 | 5 | 6 | 26:29 | 11:17 |
| 7.     | BV 1919 Sportlust Neugersdorf | 14   | 5 | 1 | 8 | 32:43 | 11:17 |
| 8.     | BC Ostritz                    | 14   | 4 | 2 | 8 | 36:59 | 10:18 |

|  | Kampioen, geplaatst voor Midden-Duitse eindronde |